# Chiesa di Santa Maria Maddalena (Fabriano)
La chiesa di Santa Maria Maddalena è una chiesa cattolica di Fabriano. È sede della Pia Università dei Cartai che ne amministra i beni in collaborazione con la Diocesi di Fabriano-Matelica.

## Storia
La struttura originaria includeva un ospedale per viandanti e pellegrini, mentre la chiesa è attestata per la prima volta in una pergamena del 1326 e dipendeva dall’Arcispedale di Santo Spirito in Saxia di Roma. L’edificio subisce diverse modifiche nel corso dei secoli anche a causa dei terremoti che colpiscono la città a più riprese. Nel 1839 trova la sua definitiva e attuale sistemazione: il papa Gregorio XVI cede la chiesa di Santa Maria Maddalena, di proprietà camerale, alla Pia Università dei Cartai perché «la uffizi come da tempi remoti hanno fatto», impegnandosi nelle riparazioni occorrenti.

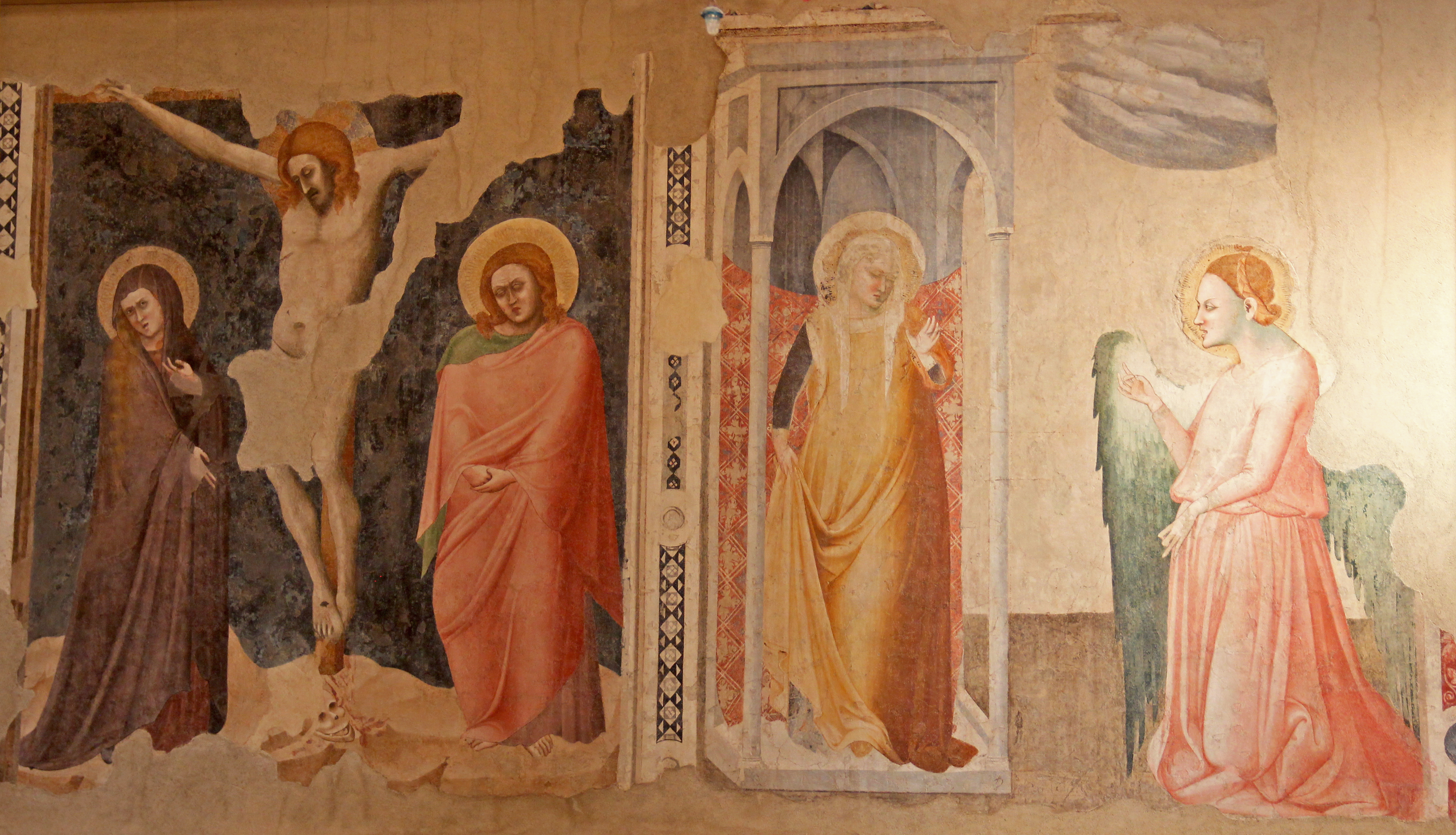
Crocifissione, Annunciazione - Maestro di Campodonico

La devozione dei cartai fabrianesi nei confronti di Maria Maddalena è molto antica e viene fatta risalire al 22 luglio 1599 quando, per intercessione miracolosa della Santa, un operaio esce illeso da una pressa sotto alla quale è schiacciato. Il prodigio viene illustrato in un ex voto conservato oggi nella sacrestia della chiesa.
Con la festa di inaugurazione del 22 luglio 1858 si conclude il restauro che modifica la chiesa nello stile neo-classico che la caratterizza ancora oggi. Il progetto è dell’architetto Antonio Serafini su iniziativa del vescovo Francesco Faldi.
Durante i lavori di manutenzione e rifacimento compiuti nei primi anni '30 del Novecento, per volere di Giovanni Battista Miliani, vengono alla luce importanti affreschi trecenteschi attribuiti al Maestro di Campodonico.
Nel primo dopoguerra vengono donati alla Pia Università dei Cartai, dalla famiglia Miliani e dalla società Cartiere Miliani Fabriano, gran parte dei terreni intorno alla chiesa in modo da permettere una sempre più ampia partecipazione alla festa che ogni anno si tiene il 22 luglio per omaggiare la Patrona.
La chiesa rimane chiusa tra il mese di ottobre 2016 e il novembre 2017 a causa dei danni provocati alla struttura dal terremoto del Centro Italia che ha colpito anche la città di Fabriano. Il 12 dicembre 2017 l’edificio viene riaperto al pubblico dopo il termine dei lavori di consolidamento promossi da Alessandro Fedrigoni, “Capitano dell’Arte” della Pia Università dei Cartai e presidente delle omonime cartiere.

## Descrizione

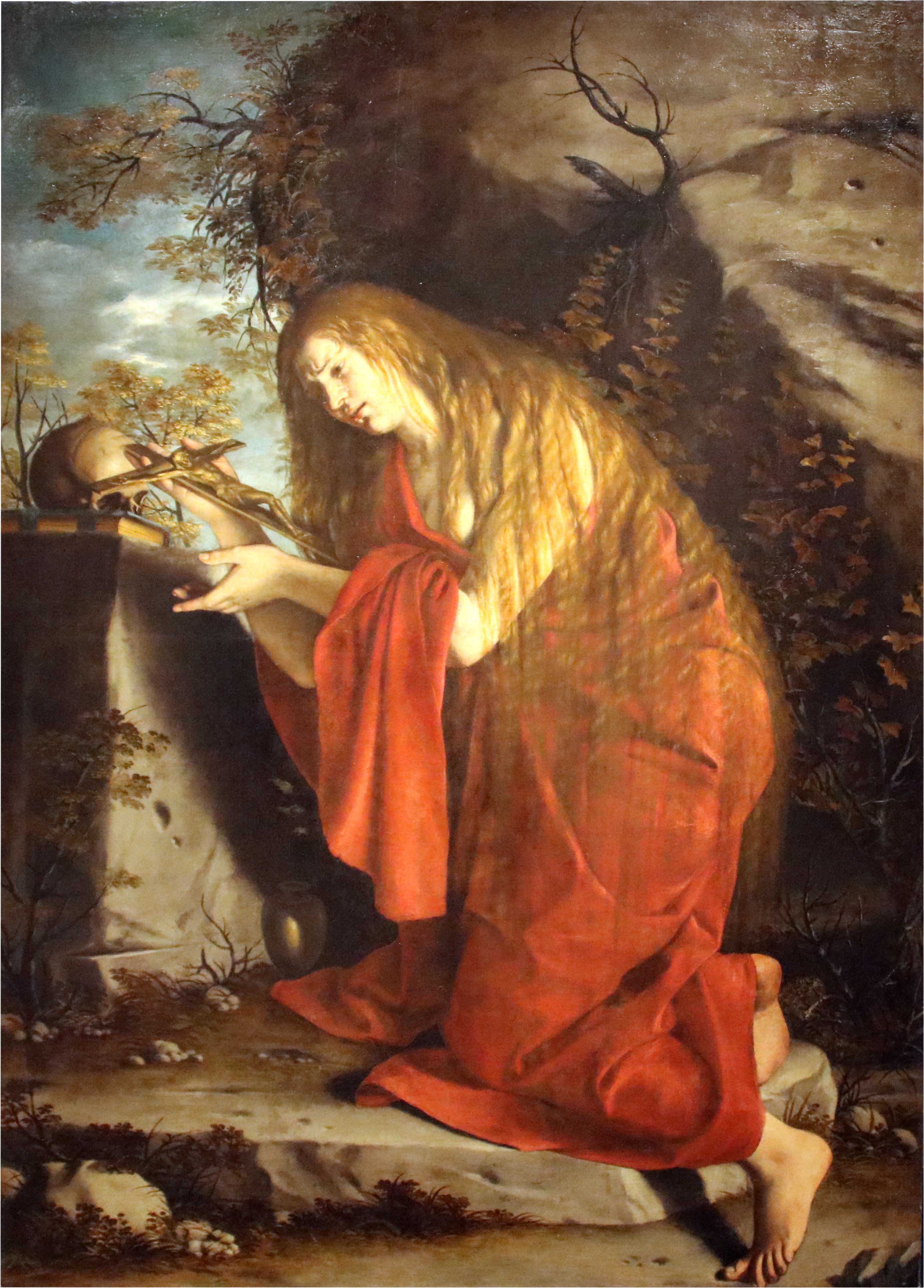
Santa Maria Maddalena penitente - Orazio Gentileschi

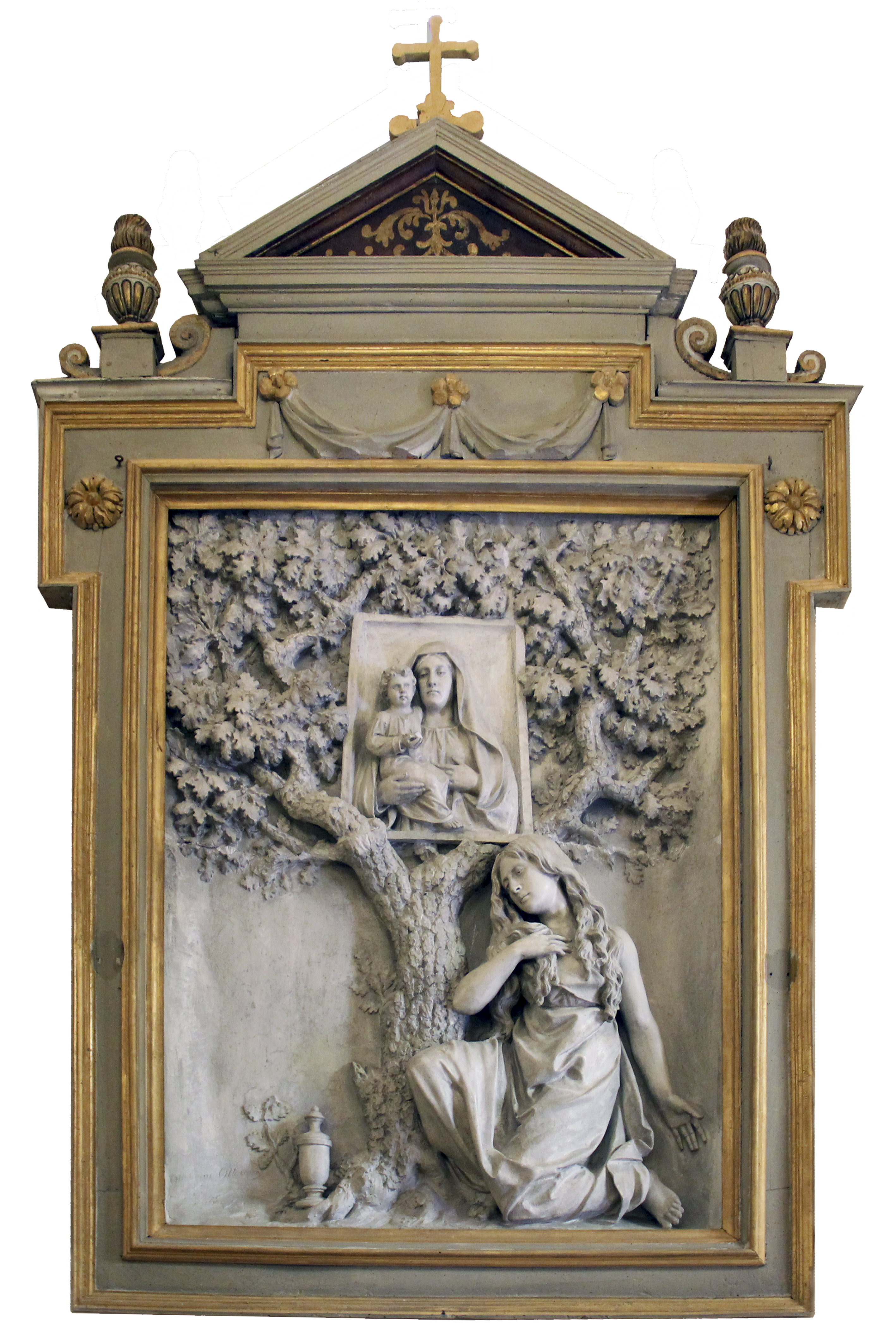
Madonna della Quercia - Ottaviano Ottaviani

### Esterno
All’esterno della chiesa si possono notare tre simboli raffiguranti la Croce di Lorena, stemma dell’Arcispedale di Santo Spirito in Saxia: La più antica, realizzata in mattone giallastro, è visibile sul muro laterale in direzione nord-ovest; la seconda si trova nel muro prospiciente via Giuseppe Miliani, databile intorno al secolo XVII, riproduce la doppia croce chiusa entro uno scudo araldico sormontato dalla corona marchionale ed ai lati le iniziali G e B. La terza croce è in metallo e si eleva sopra il piccolo campanile della chiesa.

### Interno
La chiesa custodisce importanti opere d’arte, tra le quali è doveroso ricordare:
- Un ciclo di affreschi del secolo XIV attribuiti al Maestro di Campodonico, raffiguranti l’Annunciazione e la Crocifissione, riscoperti dopo i lavori di rifacimento degli anni ’30 del Novecento, staccati quando furono restaurati, ma ricollocati nella loro posizione originaria. Anche se la data 1336 graffita sull'affresco e in seguito trascritta in basso, non è ritenuta attendibile da tutti, l'opera dovrebbe essere la più antica conosciuta del pittore, nella quale traspare un'influenza riminese - probabilmente mediata dal Maestro di S. Emiliano, anch'egli operante a Fabriano.[7]
- La Santa Maria Maddalena Penitente, dipinta da Orazio Gentileschi tra il 1611 e il 1615, mostra come «I caratteri e i pregi già notati nelle altre sue opere conservate a Fabriano ritornano qui in una versione forse un po' più corsiva, ma non meno efficace, per quanto attiene alla succosità della stesura cromatica, nel modellato sodo e sempre plasticamente definito».[4]
- Quadri, lampadari e arredi sacri provenienti dalla chiesa della Madonna della Quercia demolita nel 1920, precedentemente ubicata all’interno del complesso storico delle Cartiere Miliani Fabriano. Tra queste opere c’è un interessante altorilievo in stucco realizzato dallo scultore folignate Ottaviano Ottaviani, raffigurante la Madonna della Quercia.[8]
- All’interno della sacrestia sono conservati il dipinto raffigurante l’ex voto con il miracolo operato dalla Santa e lo stendardo processionale della Pia Università dei Cartai.[6]